# Potop (film, 1974)
Potop je poljsko-sovjetski zgodovinsko-dramski film iz leta 1974, ki ga je režiral Jerzy Hoffman in zanj tudi napisal scenarij skupaj z Adamom Kerstenom in Wojciechom Zukrowskim. Temelji na istoimenskem zgodovinskem romanu Henryka Sienkiewicza iz leta 1886. V glavnih vlogah nastopajo Daniel Olbrychski, Małgorzata Braunek, Tadeusz Łomnicki in Krzysztof Kowalewski. Zgodba prikazuje vojno med katoliki in protestanti leta 1655.
Film je bil premierno prikazan 2. septembra 1974 v poljskih kinematografih. Kot poljski kandidat je bil nominiran za oskarja za najboljši mednarodni celovečerni film na 47. podelitvi. S 27.6 milijona prodanih vstopnic do leta 1987 je tretji najbolj gledan poljski film v zgodovini. V sovjetskih kinematografih si ga je ogledalo še 30,5 milijona gledalcev.

## Vloge
- Daniel Olbrychski kot Andrzej Kmicic
- Małgorzata Braunek kot Oleńka Billewiczówna
- Tadeusz Łomnicki kot Michał Wołodyjowski
- Kazimierz Wichniarz kot Jan Onufry Zagłoba
- Władysław Hańcza kot Janusz Radziwiłł
- Leszek Teleszyński kot Bogusław Radziwiłł
- Ryszard Filipski kot Soroka
- Wiesława Mazurkiewicz kot Aunt Kulwiecówna
- Franciszek Pieczka kot Kiemlicz
- Bruno O'Ya kot Józwa Butrym
- Bogusz Bilewski kot Kulwiec-Hippocentaurus
- Andrzej Kozak kot Rekuć Leliwa
- Stanisław Łopatowski kot Ranicki
- Stanisław Michalski kot Jaromir Kokosiński
- Krzysztof Kowalewski kot Roch Kowalski
- Stanisław Jasiukiewicz kot Augustyn Kordecki
- Wiesław Gołas kot Stefan Czarniecki
- Piotr Pawłowski kot Ivan II. Poljski
- Leon Niemczyk kot Karel X. Gustav Švedski
- Arkadiusz Bazak kot Kuklinowski
- Ferdynand Matysik kot Zamoyski